# Кодлутово
Кодлутово (пол. Kodłutowo) — село в Польщі, у гміні Рацьонж Плонського повіту Мазовецького воєводства.
Населення — 322 особи (2011).
У 1975-1998 роках село належало до Цехановського воєводства.

## Демографія
Демографічна структура станом на 31 березня 2011 року:
|          | Загалом | Допрацездатний вік | Працездатний вік | Постпрацездатний вік |
| -------- | ------- | ------------------ | ---------------- | -------------------- |
| Чоловіки | 166     | 37                 | 111              | 18                   |
| Жінки    | 156     | 31                 | 81               | 44                   |
| Разом    | 322     | 68                 | 192              | 62                   |